# Cissus madecassa
Cissus madecassa är en vinväxtart som beskrevs av Descoings. Cissus madecassa ingår i släktet Cissus och familjen vinväxter. Inga underarter finns listade i Catalogue of Life.